# Медівник тиморський
Медівни́к тиморський (Philemon inornatus) — вид горобцеподібних птахів родини медолюбових (Meliphagidae). Ендемік острова Тимор.

## Поширення і екологія
Тиморські медівники живуть у вологих рівнинних і гірських тропічних лісах та на плантаціях. Зустрічаються на висоті до 2200 м над рівнем моря.